# 39e brigade de fusiliers motorisés de la Garde
Pour les articles homonymes, voir 39e brigade.
La 39e brigade de fusiliers motorisés de la Garde (en russe : 39-я гвардейская мотострелковая бригада Гвардейская, abrégé en 39 гв. омсбр), de son nom complet la 39e brigade de fusiliers motorisés de la Garde et de l'ordre du Drapeau rouge (39-я гвардейская отдельная мотострелковая Краснознамённая бригада), numéro d'unité militaire 35390, est une unité des Forces terrestres russes. L'unité fait partie du 68e corps d'armée russe ; elle est basée à Ioujno-Sakhalinsk dans le district militaire est.

## Histoire
Formée à l'origine en tant que région fortifiée de Blagovechtchensk au sein de l'Armée rouge de l'Union soviétique en 1932, elle devient la base de la 2e formation de la 342e division de fusiliers et participe à l'invasion soviétique de la Mandchourie. La division est décorée de l'ordre du Drapeau rouge. Après-guerre, la division est rattachée au 87e corps de fusiliers du district militaire d'Extrême-Orient,,, puis au 85e corps de la 15e armée même district à partir de 1954. Elle est en garnison à Khomoutovo sur l'île de Sakhaline.
Elle est renumérotée 56e division de fusiliers en 1955, directement subordonnée à la 15e armée, puis transformée le 17 mai 1957 en 56e division de fusiliers motorisés. La division passe à la fin des années 1950 sous le commandement du 2e corps d'armée, subordonné au district militaire d'Extrême-Orient. Le 17 novembre 1964, la division est renommée 33e division de fusiliers motorisés. En 2009, l'unité est réduite et réorganisée en 39e brigade de fusiliers motorisés dans le cadre de la réforme militaire russe de 2008.
L'unité est impliquée dans l'invasion russe de l'Ukraine, ayant annulé son déploiement prévu en Syrie pour compenser le manque de personnel,. Le commandant de la brigade, le colonel Marat Gadjibalaïev, aurait été tué en Ukraine le 27 décembre 2022 après la destruction d'un poste de commandement russe par l'artillerie ukrainienne. Le 9 juillet 2023, Vladimir Poutine leur octroie le titre honorifique d'unité de la Garde.

## Composition
Pendant la Seconde Guerre mondiale, la division est composée des unités suivantes :
- 357e régiment de fusiliers ;
- 377e régiment de fusiliers ;
- 389e régiment de fusiliers ;
- 39e régiment d'artillerie[19].

En 1954-1955, la division est toujours composée des 357e, 377e et 389e régiments de fusiliers et renforcée du 192e régiment de chars-automoteurs.
Au moment de la transformation de la division en 1957, les trois régiments de la division deviennent, dans l'ordre, les 390e, 377e et 389e régiments de fusiliers motorisés. Le 390e régiment est en 1963 rattaché à l'infanterie de marine de la flotte du Pacifique.
Dans les années 1980, la division est ainsi organisée :
- État-major, 97e bataillon de chars, 419e bataillon de transmissions, 163e bataillon de réparation et bureau de renseignement militaire à Khomoutovo ;
- 377e régiment de fusiliers motorisés et régiment antiaérien à Dolinsk ;
- 389e régiment de fusiliers motorisés et 989e régiment d'artillerie à Datchnoé (ru) ;
- 465e régiment de fusiliers motorisés et 236e bataillon médico-sanitaire à Aniva ;
- 88e groupe (divizion) de missiles et 162e bataillon du génie (littéralement d'ingénieurs-sapeurs) à Listvennoé ;
- 785e bataillon radiotechnique, 145e bataillon de défense chimique, 1488e bataillon de soutien matériel à Ioujno-Sakhalinsk.